# 廖國琛
廖國琛，福建省福州府侯官縣人，清朝政治人物、同進士出身。
光緒六年（1880年），参加庚辰科殿試，登進士三甲第72名。同年五月，著分部學習，后擔任中牟知县。